# Projeto 2025
O Projeto 2025 (Project 2025), também conhecido como o Projeto de Transição Presidencial (Presidential Transition Project), é uma coleção de propostas de políticas de direita e conservadoras da Heritage Foundation para remodelar o governo dos Estados Unidos e consolidar o poder executivo caso o candidato do Partido Republicano vença a eleição presidencial de 2024. Propõe reclassificar dezenas de milhares de trabalhadores do serviço civil federal baseados no mérito como indicados políticos para substituí-los por aqueles leais ao próximo presidente republicano. Também adota uma versão maximalista da teoria do executivo unitário, uma interpretação contestada do Artigo II da Constituição dos Estados Unidos, que afirma que o presidente tem poder absoluto sobre o ramo executivo. Críticos do Projeto 2025 o caracterizaram como um plano autoritário e nacionalista cristão para transformar os Estados Unidos em uma autocracia. Vários especialistas jurídicos afirmaram que ele minaria o estado de direito, a separação de poderes, a separação entre igreja e estado e as liberdades civis.
O presidente da Heritage, Kevin Roberts, disse em julho de 2024 que "estamos no processo da segunda Revolução Americana, que permanecerá sem derramamento de sangue se a esquerda permitir." Paul Dans, o diretor do projeto, disse em abril de 2023 que o Projeto 2025 está "preparando-se sistematicamente para marchar para o cargo e trazer um novo exército, [de] conservadores alinhados, treinados e essencialmente armados, prontos para lutar contra o deep state." O The Washington Post relatou em novembro de 2023 que Jeffrey Clark, um colaborador do projeto e ex-oficial do Departamento de Justiça (DOJ) de Trump, aconselharia o futuro presidente a mobilizar imediatamente o exército para a aplicação da lei doméstica, invocando a Lei da Insurreição de 1807. O Media Matters relatou que vários parceiros do Projeto 2025 elogiaram a decisão da Suprema Corte de julho de 2024 que concedeu ampla imunidade para atos ilegais cometidos no curso das funções oficiais de um presidente.
O Projeto 2025 prevê mudanças generalizadas em todo o governo, particularmente nas políticas econômicas e sociais e no papel do governo federal e suas agências. O plano propõe tomar controle partidário do Departamento de Justiça (DOJ), do Federal Bureau of Investigation (FBI), do Departamento de Comércio, da Federal Communications Commission (FCC) e da Federal Trade Commission (FTC), desmantelar o Departamento de Segurança Interna (DHS) e reduzir drasticamente as regulamentações ambientais e de mudanças climáticas para favorecer a produção de combustíveis fósseis. O projeto busca instituir cortes de impostos, embora seus autores discordem sobre a sabedoria do protecionismo. O Projeto 2025 recomenda abolir o Departamento de Educação, cujos programas seriam transferidos para outras agências ou terminados. O financiamento para a pesquisa climática seria cortado, enquanto os Institutos Nacionais de Saúde (NIH) seriam reformados de acordo com princípios conservadores. O projeto insta o governo a rejeitar explicitamente o aborto como cuidado de saúde e eliminar a cobertura da Lei de Cuidados Acessíveis (Affordable Care Act) para contracepção de emergência. O Projeto busca infundir o governo com elementos do cristianismo. Propõe criminalizar a pornografia, remover proteções legais contra discriminação com base na orientação sexual e identidade de gênero, e terminar programas de diversidade, equidade e inclusão (DEI), bem como ações afirmativas. Alguns conservadores e republicanos também criticaram o plano por sua posição sobre mudanças climáticas e comércio exterior. Outros críticos acreditam que o Projeto 2025 é uma fachada retórica para o que seriam quatro anos de vingança pessoal a qualquer custo. Os autores do projeto também reconheceram que a maioria das propostas exigiria controlar ambas as câmaras do congresso. Outros aspectos do plano foram recentemente considerados inconstitucionais pela Suprema Corte e enfrentariam desafios judiciais, enquanto outros ainda são propostas que rompem normas e que poderiam sobreviver a desafios judiciais.
O Projeto recomenda a prisão, detenção e deportação de imigrantes indocumentados vivendo nos Estados Unidos. Ele promove a pena de morte e a rápida "finalidade" dessas sentenças. Dans reconheceu que era "contraintuitivo" recrutar tantas pessoas para se juntarem ao governo para reduzi-lo, mas apontou a necessidade de um futuro presidente "recuperar o controle" do governo. Embora o projeto, por lei, não possa promover um candidato presidencial específico, muitos contribuintes têm laços estreitos com Donald Trump e sua campanha de 2024. O The Washington Post chamou o projeto de a articulação mais detalhada do que Trump poderia fazer em um segundo mandato. Embora inicialmente a campanha de Trump tenha dito que o projeto se alinhava bem com suas propostas da Agenda 47, o Projeto tem causado cada vez mais fricções com a campanha de Trump, que geralmente evita propostas políticas específicas que possam ser usadas para criticá-lo.

## Reações
Em maio de 2024, Ruth Ben-Ghiat, uma estudiosa do fascismo e de líderes autoritários da Universidade de Nova York, escreveu  que o Projeto 2025 "é um plano de controle autoritário dos Estados Unidos e que tem um nome enganosamente neutro". Segundo ela, a intenção do projeto de abolir os departamentos e agências federais "é destruir as culturas jurídicas e de governança da democracia liberal e criar novas estruturas burocráticas, compostas por novos quadros politicamente escolhidos, para apoiar o governo autocrático". Ela continua:
Apropriar-se dos direitos civis dos cristãos brancos promove o objetivo de Trump de deslegitimar a causa da igualdade racial e, ao mesmo tempo, tornar o nacionalismo cristão um valor central da política interna. Acabar com a separação entre igreja e estado é o objetivo de muitos arquitetos do trumpismo, desde Russ Vought, colaborador do Projeto 2025, até o proselitista de extrema-direita Michael Flynn, que usa a ideia de "guerra espiritual" como combustível contrarrevolucionário ... Bannon, Roberts, Stephen Miller e outras encarnações americanas do fascismo estão convencidos de que a contrarrevolução que leva à autocracia é o único caminho para a sobrevivência política da extrema direita, dada a impopularidade de suas posições (especialmente sobre o aborto) e o grande número de problemas legais de seu líder. 
Alguns acadêmicos temem que o Projeto 2025 represente um significativo executive aggrandizement, um tipo de erosão democrática que envolve mudanças institucionais governamentais promovidas por executivos eleitos. A cientista política da Universidade Cornell, Rachel Beatty Riedl, afirma que esse fenômeno global representa uma ameaça ao regime democrático, não pela violência, mas pelo uso de instituições democráticas para consolidar o poder executivo. Ela observa que isso ocorreu em países como Hungria, Nicarágua e Turquia, mas é algo novo nos EUA. E acrescenta: "se o Projeto 2025 for implementado, isso significa uma redução drástica na capacidade de os cidadãos americanos se envolverem na vida pública com base nos princípios de livre-arbítrio, autodeterminação e representação que são concedidos em uma democracia."